# Saturn Award per la miglior attrice non protagonista
Il Saturn Award per la miglior attrice non protagonista (Best Supporting Actress) è un premio assegnato annualmente nel corso dei Saturn Awards dal 1976 ad oggi.

## Vincitori e candidati
I vincitori sono indicati in grassetto.

### Anni 1970
- 1976
  - Ida Lupino - Il maligno (The Devil's Rain)
- 1977
  - Bette Davis - Ballata macabra (Burnt Offerings)
- 1978
  - Susan Tyrrell - Il male di Andy Warhol (Andy Warhol's Bad)
  - Teri Garr - Incontri ravvicinati del terzo tipo (Close Encounters of the Third Kind)
  - Alexis Smith - Quella strana ragazza che abita in fondo al viale (The Little Girl Who Lives Down the Lane)
  - Margaret Whiting - Sinbad e l'occhio della tigre (Sinbad and the Eye of the Tiger)
  - Joan Bennett - Suspiria
- 1979
  - Dyan Cannon - Il paradiso può attendere (Heaven Can Wait)
  - Uta Hagen - I ragazzi venuti dal Brasile (The Boys from Brazil)
  - Brenda Vaccaro - Capricorn One
  - Valerie Perrine - Superman
  - Mabel King - The Witz

### Anni 1980
- 1980
  - Veronica Cartwright - Alien
  - Pamela Hensley - Capitan Rogers nel 25º secolo (Buck Rogers in the 25th Century)
  - Jacquelyn Hyde - The Dark (The Dark)
  - Marcy Lafferty - The Day Time Ended (The Day Time Ended)
  - Nichelle Nichols - Star Trek (Star Trek: The Motion Picture)
- 1981
  - Eve Brent - Dissolvenza in nero (Fade to Black)
  - Stephanie Zimbalist - Alla trentanovesima eclisse (The Awakening)
  - Linda Kerridge - Dissolvenza in nero (Fade to Black)
  - Nancy Parsons - Motel Hell
  - Eva Le Gallienne - Resurrection
- 1982
  - Frances Sternhagen - Atmosfera zero (Outland)
  - Maggie Smith - Scontro di titani (Clash of the Titans)
  - Helen Mirren - Excalibur
  - Viveca Lindfors - La mano (The Hand)
  - Kyle Richards - Gli occhi del parco (The Watcher in the Woods)
- 1983
  - Zelda Rubinstein - Poltergeist - Demoniache presenze (Poltergeist)
  - Irene Worth - Trappola mortale (Deathtrap)
  - Dee Wallace - E.T. l'extra-terrestre (E.T. the Extra-Terrestrial)
  - Filomena Spagnuolo - The Last Horror Film
  - Kirstie Alley - Star Trek II - L'ira di Khan (Star Trek: The Wrath of Khan)
- 1984
  - Candy Clark - Tuono blu (Blue Thunder)
  - Natalie Wood - Brainstorm - Generazione elettronica (Brainstorm)
  - Maud Adams - Octopussy - Operazione piovra (Octopussy)
  - Meg Tilly - Psycho II
  - Annette O'Toole - Superman III
- 1985
  - Polly Holliday - Gremlins
  - Grace Jones - Conan il distruttore (Conan the Destroyer)
  - Mary Woronov - La notte della cometa (Night of the Comet)
  - Kirstie Alley - Runaway
  - Judith Anderson - Star Trek III - Alla ricerca di Spock (Star Trek III: The Search for Spock)
- 1986
  - Anne Ramsey - I Goonies (The Goonies)
  - Lea Thompson - Ritorno al futuro (Back to the Future)
  - Gwen Verdon - Cocoon - L'energia dell'universo (Cocoon)
  - Ruth Gordon - Maxie
  - Grace Jones - 007 - Bersaglio mobile (A View to a Kill)
- 1987
  - Jenette Goldstein - Aliens - Scontro finale (Aliens)
  - Vanity - 52 gioca o muori (52 Pick-Up)
  - Kay Lenz - Chi è sepolto in quella casa? (House)
  - Catherine Hicks - Rotta verso la Terra (Star Trek IV: The Voyage Home)
  - Grace Jones - Vamp
- 1988
  - Anne Ramsey - Getta la mamma dal treno (Throw Momma from the Train)
  - Lisa Bonet - Angel Heart - Ascensore per l'inferno (Angel Heart)
  - Dorothy Lamour - Creepshow 2
  - Louise Fletcher - Fiori nell'attico (Flowers in the Attic)
  - Jenette Goldstein - Il buio si avvicina (Near Dark)
  - Veronica Cartwright - Le streghe di Eastwick (The Witches of Eastwick)

### Anni 1990
- 1990
  - Sylvia Sidney - Beetlejuice - Spiritello porcello (Beetlejuice)
  - Joanna Cassidy - Chi ha incastrato Roger Rabbit (Who Framed Roger Rabbit)
  - Katherine Helmond - Scarlatti - Il thriller (Lady in White)
  - Clare Higgins - Hellbound: Hellraiser II - Prigionieri dell'Inferno (Hellbound: Hellraiser II)
  - Jean Marsh - Willow
  - Zelda Rubinstein - Poltergeist III - Ci risiamo (Poltergeist III)
  - Meredith Salenger - Il bacio del terrore (The Kiss)
- 1991
  - Whoopi Goldberg - Ghost - Fantasma (Ghost)
  - Mary Steenburgen - Ritorno al futuro - Parte II (Back to the Future Part II)
  - Kim Basinger - Batman
  - Julia Roberts - Linea mortale (Flatliners)
  - Jenny Seagrove - L'albero del male (The Guardian)
  - Rachel Ticotin - Atto di forza (Total Recall)
  - Finn Carter - Tremors
  - Reba McEntire - Tremors
  - Mai Zetterling - Chi ha paura delle streghe? (The Witches)
- 1992
  - Mercedes Ruehl - La leggenda del re pescatore (The Fisher King)
  - Dianne Wiest - Edward mani di forbice (Edward Scissorhands)
  - Robin Bartlett - Un agente segreto al liceo (If Looks Could Kill)
  - Frances Sternhagen - Misery non deve morire (Misery)
  - Mary Elizabeth Mastrantonio - Robin Hood - Principe dei ladri (Robin Hood: Prince of Thieves)
  - Jennifer Connelly - Le avventure di Rocketeer (The Rocketeer)
- 1993
  - Isabella Rossellini - La morte ti fa bella (Death Becomes Her)
  - Rene Russo - Freejack - In fuga nel futuro (Freejack)
  - Julianne Moore - La mano sulla culla (The Hand That Rocks the Cradle)
  - Marcia Strassman - Tesoro, mi si è allargato il ragazzino (Honey I Blew Up the Kid)
  - Frances Sternhagen - Doppia personalità (Raising Cain)
  - Kim Cattrall - Rotta verso l'ignoto (Star Trek VI: The Undiscovered Country)
  - Robin Wright Penn - Toys - Giocattoli (Toys)
- 1994
  - Amanda Plummer - Cose preziose (Needful Things)
  - Sarah Jessica Parker - Hocus Pocus
  - Joan Cusack - La famiglia Addams 2 (Addams Family Values)
  - Julie Harris - La metà oscura (The Dark Half)
  - Kyra Sedgwick - 4 fantasmi per un sogno (Heart and Souls)
  - Alfre Woodard - 4 fantasmi per un sogno (Heart and Souls)
  - Kathy Najimy - Hocus Pocus
  - Nancy Allen - Robocop 3
- 1995
  - Mia Sara - Timecop - Indagine dal futuro (Timecop)
  - Halle Berry - I Flintstones (The Flintstones)
  - Rosie O'Donnell - I Flintstones (The Flintstones)
  - Robin Wright Penn - Forrest Gump
  - Whoopi Goldberg - Generazioni (Star Trek: Generations)
  - Tia Carrere - True Lies
- 1996
  - Bonnie Hunt - Jumanji
  - Salma Hayek - Desperado
  - Jennifer Jason Leigh - L'ultima eclissi (Dolores Claiborne)
  - Juliette Lewis - Dal tramonto all'alba (From Dusk Till Dawn)
  - Gwyneth Paltrow - Seven
  - Illeana Douglas - Da morire (To Die For)
- 1997
  - Alice Krige - Primo contatto (Star Trek: First Contact)
  - Pam Ferris - Matilda 6 mitica (Matilda)
  - Glenn Close - La carica dei 101 - Questa volta la magia è vera (One Hundred and One Dalmatians)
  - Jennifer Tilly - Bound - Torbido inganno (Bound)
  - Fairuza Balk - Giovani streghe (The Craft)
  - Vivica A. Fox - Independence Day
  - Drew Barrymore - Scream
- 1998
  - Gloria Stuart - Titanic
  - Winona Ryder - Alien - La clonazione (Alien: Resurrection)
  - Joan Allen - Face/Off - Due facce di un assassino (Face/Off)
  - Milla Jovovich - Il quinto elemento (Le cinquième élément)
  - Courteney Cox Arquette - Scream 2
  - Teri Hatcher - Il domani non muore mai (Tomorrow Never Dies)
- 1999
  - Joan Allen - Pleasantville
  - Anjelica Huston - La leggenda di un amore - Cinderella (Ever After)
  - Claire Forlani - Vi presento Joe Black (Meet Joe Black)
  - Charlize Theron - Il grande Joe (Mighty Joe Young)
  - Anne Heche - Psycho
  - Sheryl Lee - Vampires

### Anni 2000
- 2000
  - Patricia Clarkson - Il miglio verde (The Green Mile)
  - Joan Cusack - Arlington Road - L'inganno (Arlington Road)
  - Sissy Spacek - Sbucato dal passato (Blast From The Past)
  - Miranda Richardson - Il mistero di Sleepy Hollow (Sleepy Hollow)
  - Pernilla August - Star Wars: Episodio I - La minaccia fantasma (Star Wars: Episode I - The Phantom Menace)
  - Geena Davis - Stuart Little - Un topolino in gamba (Stuart Little)
- 2001
  - Rebecca Romijn - X-Men
  - Rene Russo - Le avventure di Rocky e Bullwinkle (The Adventures of Rocky & Bullwinkle)
  - Cameron Diaz - Charlie's Angels
  - Lucy Liu - Charlie's Angels
  - Hilary Swank - The Gift
  - Ziyi Zhang - La tigre e il dragone (Wòhǔ Cánglóng)
- 2002
  - Fionnula Flanagan - The Others
  - Maggie Smith - Harry Potter e la Pietra Filosofale (Harry Potter and the Sorcerer's Stone)
  - Frances McDormand - L'uomo che non c'era (The Man Who Wasn't There)
  - Monica Bellucci - Il patto dei lupi (Le Pacte des Loups)
  - Helena Bonham Carter - Planet of the Apes - Il pianeta delle scimmie (Planet of the Apes)
  - Cameron Diaz - Vanilla Sky
- 2003
  - Samantha Morton - Minority Report
  - Halle Berry - La morte può attendere (Die Another Day)
  - Connie Nielsen - One Hour Photo
  - Emily Watson - Red Dragon
  - Rachel Roberts - S1m0ne
  - Sissy Spacek - Tuck Everlasting - Vivere per sempre (Tuck Everlasting)
- 2004
  - Ellen DeGeneres - Alla ricerca di Nemo (Finding Nemo)
  - Lucy Liu - Kill Bill: Volume 1
  - Peta Wilson - La leggenda degli uomini straordinari (The League of Extraordinary Gentlemen)
  - Miranda Otto - Il Signore degli Anelli - Il ritorno del re (The Lord of the Rings: The Return of the King)
  - Keira Knightley - La maledizione della prima luna (Pirates of Caribbean: The Curse of the Black Pearl)
  - Kristanna Loken - Terminator 3 - Le macchine ribelli (Terminator 3: Rise of the Machines)
- 2005
  - Daryl Hannah - Kill Bill: Volume 2
  - Kim Basinger - Cellular
  - Irma P. Hall - Ladykillers (The Ladykillers)
  - Meryl Streep - The Manchurian Candidate
  - Diane Kruger - Il mistero dei Templari - National Treasure (National Treasure)
  - Angelina Jolie - Sky Captain and the World of Tomorrow
- 2006
  - Summer Glau - Serenity
  - Katie Holmes - Batman Begins
  - Jennifer Carpenter - The Exorcism of Emily Rose
  - Michelle Monaghan - Kiss Kiss Bang Bang
  - Jessica Alba - Sin City
  - Gena Rowlands - The Skeleton Key
- 2007
  - Famke Janssen - X-Men - Conflitto finale (X-Men: The Last Stand)
  - Eva Green - Casino Royale
  - Cate Blanchett - Diario di uno scandalo (Notes on a Scandal)
  - Rachel Hurd-Wood - Profumo - Storia di un assassino (Perfume: The Story of a Murderer)
  - Emma Thompson - Vero come la finzione (Stranger Than Fiction)
  - Parker Posey - Superman Returns
- 2008
  - Marcia Gay Harden - The Mist
  - Lena Headey - 300
  - Lizzy Caplan - Cloverfield
  - Rose McGowan - Grindhouse - Planet Terror (Planet Terror)
  - Imelda Staunton - Harry Potter e l'Ordine della Fenice (Harry Potter and the Order of the Phoenix)
  - Michelle Pfeiffer - Stardust
- 2009
  - Tilda Swinton - Il curioso caso di Benjamin Button (The Curious Case of Benjamin Button)
  - Joan Allen - Death Race
  - Charlize Theron - Hancock
  - Judi Dench - Quantum of Solace
  - Olga Kurylenko - Quantum of Solace
  - Carice van Houten - Operazione Valchiria (Valkyrie)

### Anni 2010
- 2010
  - Sigourney Weaver - Avatar
  - Malin Åkerman - Watchmen
  - Diane Kruger - Bastardi senza gloria (Inglourious Basterds)
  - Rachel McAdams - Sherlock Holmes
  - Lorna Raver - Drag Me to Hell
  - Susan Sarandon - Amabili resti (The Lovely Bones)
- 2011
  - Mila Kunis - Il cigno nero (Black Swan)
  - Scarlett Johansson - Iron Man 2
  - Keira Knightley - Non lasciarmi (Never Let Me Go)
  - Helen Mirren - Red
  - Vanessa Redgrave - Letters to Juliet
  - Jacki Weaver - Animal Kingdom
- 2012
  - Emily Blunt - I guardiani del destino (The Adjustment Bureau)
  - Elena Anaya - La pelle che abito (La piel que habito)
  - Charlotte Gainsbourg - Melancholia
  - Paula Patton - Mission: Impossible - Protocollo fantasma (Mission: Impossible - Ghost Protocol)
  - Lin Shaye - Insidious
  - Emma Watson - Harry Potter e i Doni della Morte - Parte 2 (Harry Potter and the Deathly Hallows - Part 2)
- 2013
  - Anne Hathaway - Il cavaliere oscuro - Il ritorno (The Dark Knight Rises)
  - Judi Dench - Skyfall
  - Gina Gershon - Killer Joe
  - Anne Hathaway - Les Misérables
  - Nicole Kidman - The Paperboy
  - Charlize Theron - Biancaneve e il cacciatore (Snow White & the Huntsman)
- 2014
  - Scarlett Johansson - Lei (Her)
  - Nicole Kidman - Stoker
  - Melissa Leo - Prisoners
  - Evangeline Lilly - Lo Hobbit - La desolazione di Smaug (The Hobbit: The Desolation of Smaug)
  - Jena Malone - Hunger Games: La ragazza di fuoco (The Hunger Games: Catching Fire)
  - Emily Watson - Storia di una ladra di libri (The Book Thief)
- 2015[1][2]
  - Rene Russo - Lo sciacallo - Nightcrawler (Nightcrawler)
  - Jessica Chastain - Interstellar
  - Scarlett Johansson - Captain America: The Winter Soldier
  - Evangeline Lilly - Lo Hobbit - La battaglia delle cinque armate (The Hobbit: The Battle of the Five Armies)
  - Emma Stone - Birdman
  - Meryl Streep - Into the Woods
- 2016[3][4]
  - Jessica Chastain - Crimson Peak
  - Alicia Vikander - Ex Machina
  - Carrie Fisher - Star Wars - Il risveglio della Forza (Star Wars: The Force Awakens)
  - Evangeline Lilly - Ant-Man
  - Lupita Nyong'o - Star Wars - Il risveglio della Forza (Star Wars: The Force Awakens)
  - Tamannaah - Baahubali: The Beginning
- 2017[5]
  - Tilda Swinton – Doctor Strange
  - Betty Buckley – Split
  - Bryce Dallas Howard – Gold - La grande truffa (Gold)
  - Scarlett Johansson – Captain America: Civil War
  - Kate McKinnon – Ghostbusters
  - Margot Robbie – Suicide Squad
- 2018[6]
  - Danai Gurira - Black Panther
  - Ana de Armas - Blade Runner 2049
  - Carrie Fisher - Star Wars - Gli ultimi Jedi (Star Wars: The Last Jedi)
  - Lois Smith - Marjorie Prime
  - Octavia Spencer - La forma dell'acqua - The Shape of Water (The Shape of Water)
  - Tessa Thompson - Thor: Ragnarok
  - Kelly Marie Tran - Star Wars - Gli ultimi Jedi (Star Wars: The Last Jedi)
- 2019[7]
  - Zendaya - Spider-Man: Far from Home
  - Cynthia Erivo - 7 sconosciuti a El Royale (Bad Times at the El Royale)
  - Karen Gillan - Avengers: Endgame
  - Amber Heard - Aquaman
  - Scarlett Johansson - Avengers: Endgame
  - Naomi Scott - Aladdin
  - Hailee Steinfeld - Bumblebee

### Anni 2020
- 2021[8][9]
  - Ana de Armas - Cena con delitto - Knives Out (Knives Out)
  - Zazie Beetz - Joker
  - Ellen Burstyn - Lucy in the Sky
  - Jamie Lee Curtis - Cena con delitto - Knives Out (Knives Out)
  - Linda Hamilton - Terminator - Destino oscuro (Terminator: Dark Fate)
  - Amanda Seyfried - Mank
  - Jurnee Smollett - Birds of Prey e la fantasmagorica rinascita di Harley Quinn (Birds of Prey (and the Fantabulous Emancipation of One Harley Quinn))

- 2022
  - Awkwafina - Shang-Chi e la leggenda dei Dieci Anelli (Shang-Chi and the Legend of the Ten Rings)
  - Jodie Comer - Free Guy - Eroe per gioco (Free Guy)
  - Carrie Coon - Ghostbusters: Legacy (Ghostbusters: Afterlife)
  - Viola Davis - The Suicide Squad - Missione suicida (The Suicide Squad)
  - Stephanie Hsu - Everything Everywhere All at Once
  - Diana Rigg - Ultima notte a Soho (Last Night in Soho)
  - Marisa Tomei - Spider-Man: No Way Home

- 2024
  - Emily Blunt - Oppenheimer
  - Angela Bassett - Black Panther: Wakanda Forever
  - Jane Curtin - Jules
  - Melissa McCarthy - La sirenetta (The Little Mermaid)
  - Phoebe Waller-Bridge - Indiana Jones e il quadrante del destino (Indiana Jones and the Dial of Destiny)
  - Sophie Wilde - Talk to Me